# Europäischer Filmpreis/Beste visuelle Effekte
Gewinner und Nominierte des Europäischen Filmpreises für die Besten visuellen Effekte (European Visual Effects) seit Einführung der Kategorie im Jahr 2018. Die Auszeichnung wird zusammen mit weiteren Preisen durch eine Expertenjury als „Exellence Award“ vergeben, ohne Bekanntgabe von Nominierungen.
| Jahr | Preisträger/-in                                                                  | Filmtitel                                        |
| 2018 | Peter Hjorth                                                                     | Border (Gräns)                                   |
| 2019 | Martin Ziebell, Sebastian Kaltmeyer, Néha Hirve, Jesper Brodersen, Torgeir Busch | Über die Unendlichkeit (Om det oändliga)         |
| 2020 | Iñaki Madariaga                                                                  | Der Schacht (El Hoyo)                            |
| 2021 | Peter Hjorth, Fredrik Nord                                                       | Lamb                                             |
| 2022 | Frank Petzold, Viktor Müller, Markus Frank                                       | Im Westen nichts Neues                           |
| 2023 | Félix Bergés, Laura Pedro                                                        | Die Schneegesellschaft (La sociedad de la nieve) |
| 2024 | Bryan Jones, Pierre Procoudine-Gorsky, Chervin Shafaghi, Guillaume Le Gouez      | The Substance                                    |